# Дубоссарская ГЭС
Дубоссарская ГЭС — гидроэлектростанция, расположенная в непризнанном государстве Приднестровской Молдавской Республике, на нижнем участке реки Днестр, в северо-западной части города Дубоссары (городской район Коржево, жилой микрорайон ГЭС).
Генеральный проектировщик ОАО Укргидропроект г. Харьков, сроки строительства 1950—1955. Первые два агрегата были запущены 25-27 декабря 1954 года, остальные два в первом полугодии 1955 года.

## Гидроузел
С мая 2006 года – ГЭС выделена в самостоятельное - государственное унитарное предприятие (ГУП) «Дубоссарская ГЭС.»

### Назначение гидроузла
Назначение гидроузла — комплексное: энергоснабжение, орошение, рыболовство и водоснабжение. ГЭС была построена в 1951—1954 годах, в результате чего образовалось Дубоссарское водохранилище.

### Характеристики гидроузла

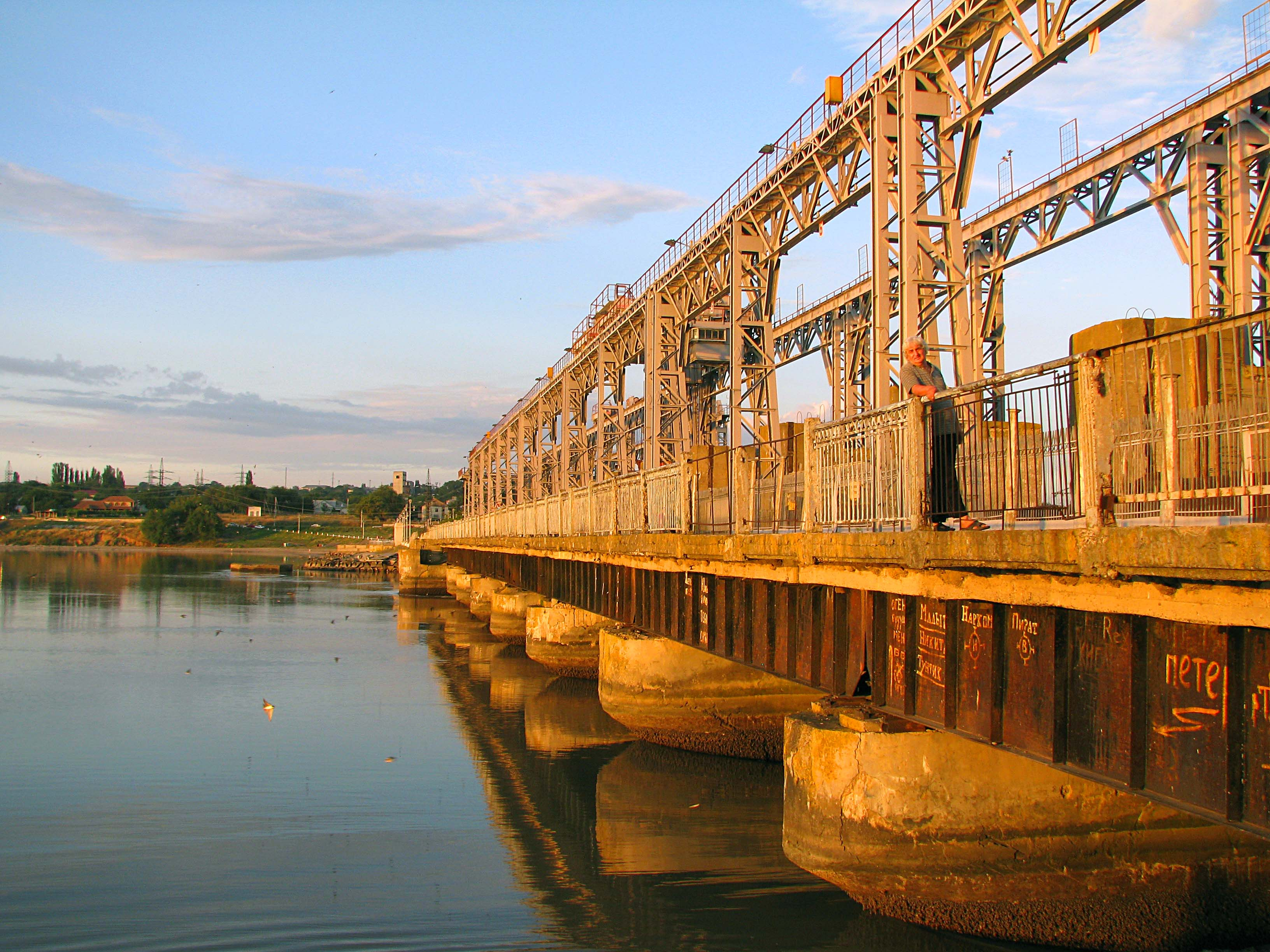

- Общая длина напорного фронта — 937 м.
- Класс сооружений — I класс.(по проекту)
- Сейсмичность — 7 баллов (по проекту).
- Среднемноголетний сток — 9,66 км3
- Среднемноголетний расход — 305 м³/сек.
- Максимальный наблюдаемый среднесуточный расход был 14 июня 1969 года — приток 4 457 м³/сек.
- Максимальный сброс через ГЭС был 5 апреля 1969 г. в период с 16:30 до 19:15 час. — 4 180 м³/сек.
- Расчётный расход (проектный) обеспеченностью 1 % — 4 700 м³/сек.
- Поверочный расход, обеспеченностью 0,1 % — 8 200 м³/сек.
- Пропускная способность гидротехнических сооружений — при форсированном уровне верхнего бьефа 30,0 м — 8 200 м³/сек (в том числе через водосливную плотину — 6 400 м³/сек.)
- Через турбины и затворы холостого водосброса здания ГЭС — 1 800 м³/сек.

### Основные сооружения
В состав основных сооружений Дубоссарского гидроузла входят:
- низконапорное русловое совмещённое с монтажной площадкой и помещениями производственного назначения здания ГЭС — длина 54 м;
- бетонная водосливная плотина — 133 м;
- отводящий канал здания и водосливной плотины;
- правобережные земляные насыпная (139 м) и намывная плотины (257 м).
- левобережная насыпная плотина — 354 м;
- сопрягающие сооружения (пирс, устой)

Совмещённое русловое здание ГЭС расположено на левобережной пойме Днестра.
Основные параметры гидроузла:
- Установленная мощность ГЭС — 56 МВт
- Среднегодовая выработка — 261 млн. кВт·ч
- Полный объём водохранилища — 254,8 млн. м³
- Максимальный сбросной расход через сооружения — 400 м³/c
- Максимальный статический напор — 14,45 м

## Выработка электроэнергии, млн кВт*ч
Источники:
| 2006 | 2008  | 2009 | 2010 | 2011  | 2012  | 2013  | 2014  | 2015  | 2016  | 2017  | 2018  | 2019  | 2020  | 2021  |
| ---- | ----- | ---- | ---- | ----- | ----- | ----- | ----- | ----- | ----- | ----- | ----- | ----- | ----- | ----- |
| 296  | 307,4 | 303  | 328  | 280,2 | 237,8 | 268,4 | 261,3 | 218,1 | 190,9 | 237,1 | 231,7 | 233,2 | 226,1 | 244,9 |

## Приднестровский период в хозяйственной жизни Дубоссарской ГЭС
В Дубоссарах были в 1990—1992 годах сконцентрированы промышленные предприятия, крупнейшим из которых являлись ГУП «Восточные Электрические Сети» (в том числе в их составе была Дубоссарская ГЭС с 1958 года). В начале нулевых годов XXI века ГУП «Восточные Электрические Сети» были разделены на три самостоятельные государственные унитарные предприятия ПМР: Дубоссарский филиал ГУП «Днестрэнерго», ГУП «Единые Распределительные Электрические Сети» (ЕРЭС), ГУП «Дубоссарская ГЭС».

### Приднестровский конфликт 1990—1992

Дубоссарская ГЭС

Левый берег Днестра в районе города Дубоссары связан с правым берегом плотиной Дубоссарской ГЭС и мостом между микрорайоном Лунга и пригородным селом Дзержинское
С 14 марта 1992 года вооруженные силы Молдовы начали генеральное наступление в районе пригородных сёл города Дубоссары. После того, как Молдовой была захвачена российская воинская часть в селе Кочиеры, на его территории Молдова начала формировать всё новые штурмовые подразделения. Было предпринято Республикой Молдовой несколько попыток перейти в село Кочиеры прямо из села Голерканы по льду Дубоссарского водохранилища, но работники Дубоссарской ГЭС спустили часть воды из водохранилища. Мартовский лёд треснул, и большинство переправлявшихся ОПОНовцев и волонтёров Республики Молдовы в бронежилетах и полной военной ОПОНовской тяжёлой экипировке со спец.средствами ушли под воду. В ходе тяжёлых боёв марта-июля 1992 года вооружённые формирования Республики Молдовы несколько раз подходили на расстояние в 25-50 метров на правом берегу к плотине Дубоссарской ГЭС и на 250—500 метров севернее Дубоссарской ГЭС на левом берегу, но организовать начало её штурма не смогли, будучи отброшенными назад в сёла Кочиеры, Устье, Голерканы за зону досягаемости стрелкового оружия с плотины Дубоссарской ГЭС, но оставшись в зоне досягаемости приднестровских танков и БТРов, находившихся в Дубоссарском парке культуры и отдыха (ныне — Парк Энергетиков, в 25-50-метрах юго-восточнее плотины ГЭС), которые, однако, не могли их обстрелять, так как пострадали бы жилые строения правобережных сёл.

### Реконструкция

#### Первый этап
В рамках первого этапа реконструкции Дубоссарской ГЭС в 2005—2010 годах энергетиками ПМР была произведена замена всего вспомогательного оборудования гидроэлектростанции, электроподстанций и прилегающих сооружений. Так же было построено административного здания Дубоссарской ГЭС (по адресу ул. Днестровская, 35) напротив плотины Дубоссарской ГЭС, а также между микрорайонами Коржево и Магала города Дубоссары был создан Парк энергетиков на месте заброшенного с 1992 года Дубоссарского городского парка культуры и отдыха (с колесом обозрения, демонтированном в 1980-м году). Восстановлено было так же ряд прилегающих зданий, разрушенных в ходе артиллерийских обстрелов со стороны Республики Молдовы в 1992-м году.
В 2000 году на предприятии удалось заменить статор одного из четырёх существующих гидроагрегатов. 16 лет назад его произвели и поставили из Екатеринбурга специалисты научно-производственного предприятия «ЭЛЕКТРОМАШ». К слову, на этом заводе в 1953 году и было изготовлено оборудование для Дубоссарской ГЭС.

#### Второй этап
В конце 2011 года руководством ПМР было объявлено о начале второго этапа реконструкции Дубоссарской ГЭС. На реализацию второго этапа реконструкции Дубоссарской ГЭС в государственном бюджете ПМР запланировано направить более 35-ти миллионов долларов. Вторым этапом реконструкции Дубоссарской ГЭС предусматривается замена гидроагрегатов с повышением мощности их выработки до 60 МегаВатт (вместо нынешних 48-ми).
Планируется, что техническое перевооружении Дубоссарской ГЭС будет произведено дубоссарским энергетиками при установке оборудования австрийской компания Andritz AG, которая является одним из мировых лидеров в специализации на поставках спец.оборудования для гидроэлектростанций.
В 2018 году произведена замена обмотки статора первого генератора, рабочее колесо турбины переведено в пропеллерный режим, выполнен ремонт системы регулирования, произведен капитальный ремонт второго гидроагрегата, начаты работы по проведению капитального ремонта третьего гидроагрегата.
В 2019 году завершается капитальный ремонт четвёртой турбины. Капитальный ремонт гидроагрегата выполняют специалисты украинской компании «Электропромремонт» из города Днепр.
«Мы меняем обмотку статора… Температурный режим позволит увеличить и мощность гидроагрегата — с 12 мегаватт до 14 МВт».
Помимо капитального ремонта гидромашины, на станции планируют заменить и регуляторы скорости, их всего 4, и от их исправности зависит работа генераторов.
К началу 2020 года заменены регуляторы скорости на 3 гидроагрегатах. В феврале 2020 завершены монтажные и пусконаладочные работы по реконструкции системы регулирования на гидроагрегате № 4 Дубоссарской ГЭС. На ГЭС завершили замену обмотки статора всех гидротурбин. На 1-й машине установлен регулятор скорости и уже проведены все испытания.

### Противостояние 2013 года
В октябре 2013 года молдавская сторона в одностороннем порядке, без разрешения ОКК, выставила мобильный погранично-полицейский пост на правом берегу Днестра, прямо примыкающий к плотине Дубоссарской ГЭС между сёлами Устье и Голерканы. Приднестровская делегация в ОКК вновь начала настаивать на срочном проведении мониторинга всех выставленных обеими сторонами постов в Зоне безопасности миротворческих сил и включении их в общую схему контроля в рамках проводимой миротворческой операции.

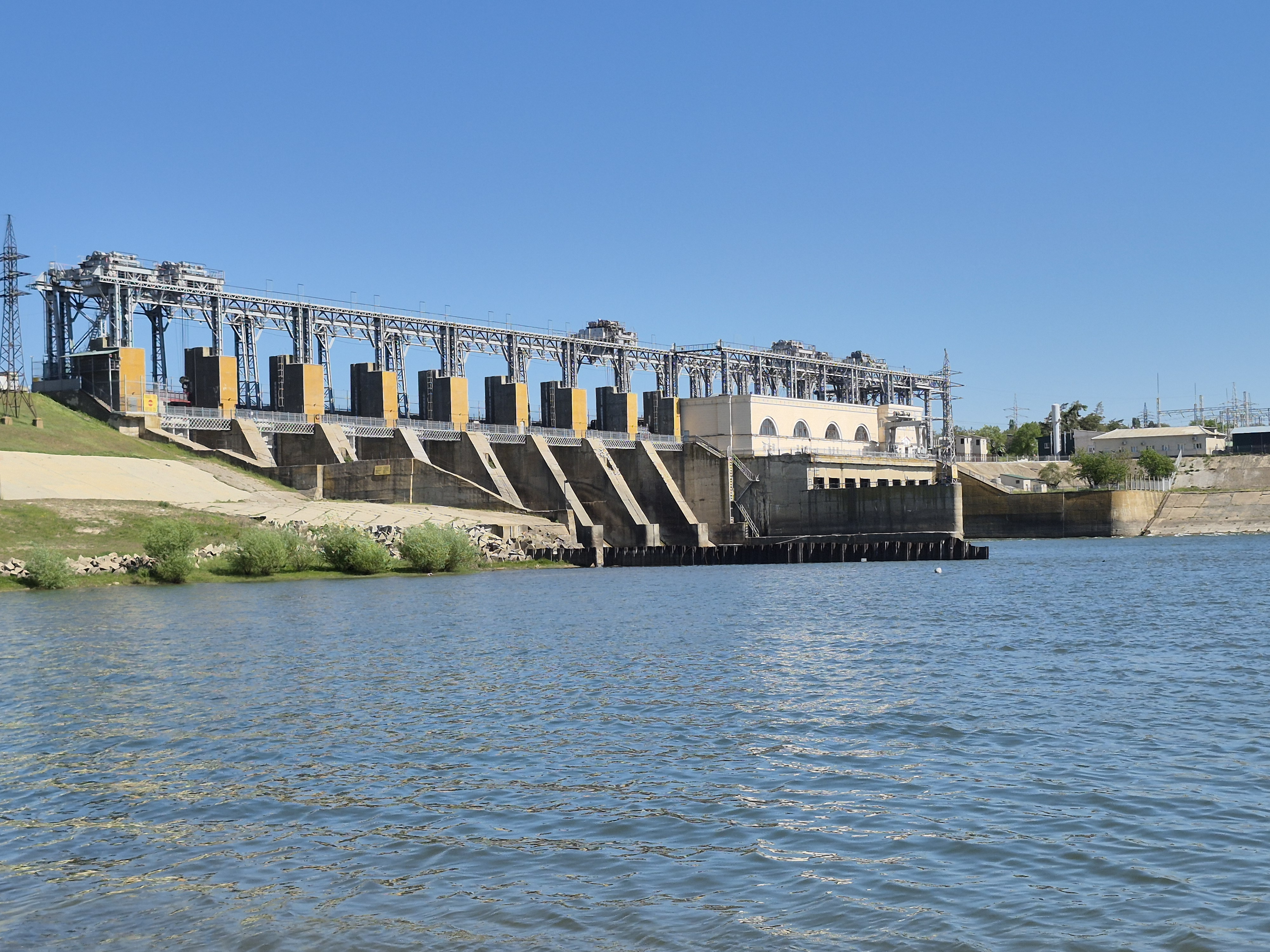

Пост на правом берегу у плотины появился после других действий молдавских властей:
- перед этим они установили дополнительный вагончик погранично-миграционного контроля, хоть и не признают наличия приднестровско-молдавской границы
- провели работы по фортификации таможенно-полицейского поста
- сотрудники полиции Молдовы начали иногда «углубляться» на несколько метров на территорию ПМР и заходить на плотину Дубоссарской ГЭС вооружёнными в зону ответственности, согласно совместных трёхсторонних решений ОКК и ОВК СМС в ПР РМ, правоохранительных органов Приднестровской Молдавской Республики
- Республика Молдовы отказывалась согласовать данные провокационные действия в ОКК (Объединённой Контрольной комиссии) и с Объединённым военным командованием (ОВК) трёхсторонних Совместных Миротворческих Сил[21].

### Особенности экспорта электроэнергии из ПМР в Республику Молдову
Экспорт электроэнергии в Республику Молдову с электростанций ПМР (как с Молдавской ГРЭС так и Дубоссарской ГЭС) осуществляется через линии электропередач ПМР, обслуживающихся в ГУП «ЕРЭС» ПМР (филиал в г. Дубоссары) и их единственное соединение с электролиниями Республики Молдовы на западной части Дубоссарской ГЭС, на условиях леевых и валютных оплат со стороны Республики Молдова, поступающих на валютные счета Дубоссарской ГЭС в банках ПМР. В случае несвоевременного поступления оплаты, электроснабжение сёл Республики Молдовы из ПМР прекращается отключением выключателя на Дубоссарской ГЭС.